# Битва при Оджаке
Битва при Оджаке (хорв. Bitka za Odžak) — боевые действия между вооружёнными формированиями усташей, не успевшими отступить к Загребу, и частями Югославской армии в Подвучияке — районе города Оджак в Северной Боснии в период с 19 апреля до 25 мая 1945 года. Завершающая фаза боёв в Подвучияке происходила в ходе операции под условным названием «Влашка-Мала» (22—25 мая) и закончилась ликвидацией окружённой группировки усташей почти через две недели после капитуляции хорватских вооружённых сил под Блайбургом. Многие детали этих событий остаются неустановленными до настоящего времени.

## Географическая справка

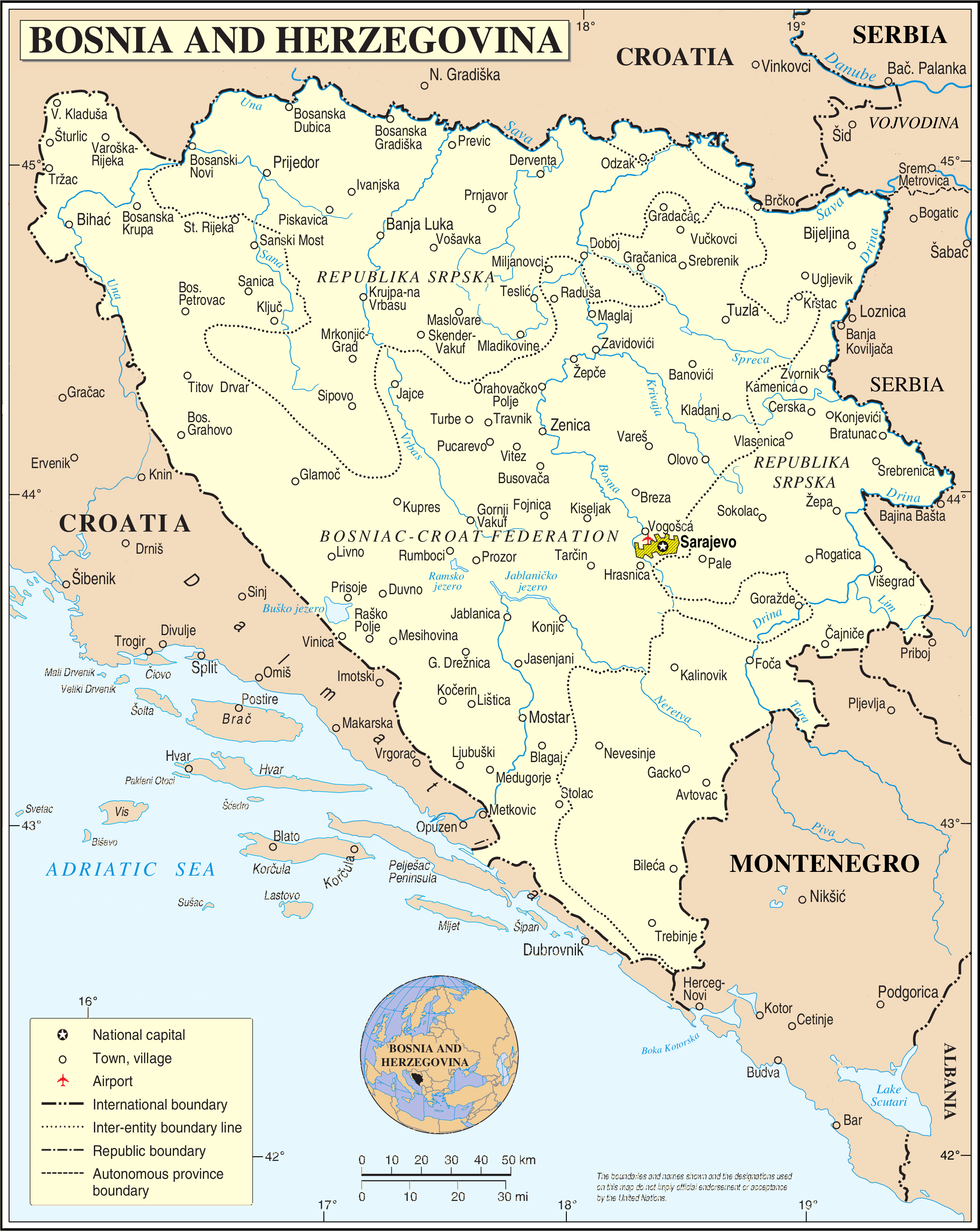
Босния и Герцеговина (современная карта)

Оджак расположен на левом берегу реки Босна у слияния с рекой Сава в равнинном треугольнике площадью 205 км², ограниченном на востоке и юго-востоке Босной, на севере Савой, а на западе — горой Вучияк. В связи с этим местность часто называют Подвучияк (хорв. Podvučjak). В период Второй мировой войны Подвучияк входил в состав Независимого государства Хорватия (НГХ). Абсолютное большинство населения района накануне войны составляли хорваты (13 277 человек). Подвучияк имел важное военное значение в завершающий период войны, так как здесь пролегали пути отступления немецкой группы армий «Е» из Греции долинами рек Босна и Укрина, а в 50 км на востоке находился южный фланг Сремского фронта. В апреле 1945 года территория Северо-Восточной Боснии относилась к области оперативной ответственности 14-го Сербского корпуса, а в мае — 3-го Боснийского корпуса 2-й армии.

## Предыстория
В апреле 1945 года Вторая мировая война в Европе приближалась к концу. Красная армия наступала по территории Австрии. Ей навстречу из Северной Италии продвигались западные союзники. Тем самым силы антигитлеровской коалиции угрожали отрезать немецко-усташско-домобранские войска в НГХ от основных сил рейха. В то же время на южном крыле Восточного фронта Югославская армия (ЮА) освободила 6 апреля Сараево — второй по величине город НГХ, а 12—13 апреля прорвала немецко-усташско-домобранскую оборону на Сремском фронте и устремилась к Загребу, Словении и австрийской границе. Под натиском Югославской армии в последние две недели войны планы и действия командования группы армий «Е» были подчинены главной цели: вывести как можно большую часть своих войск в Австрию, чтобы сдаться западным союзникам и избежать советского и югославского плена.
После оставления Сараева немецко-усташско-домобранские войска 21-го горного армейского корпуса в северной Боснии спешно отступали за реку Сава через Добой и Дервенту. Соответственно и основной удар югославской 2-й армии наносился западнее Подвучияка в направлении Добоя — важного железнодорожного узла на пути в Хорватию. Непосредственно к Подвучияку наступала 25-я Сербская дивизия 14-го Сербского корпуса, овладевшая 13 апреля в северо-восточной части Посавины линией Лукавац — Градачац — Модрича — Босански-Шамац. Теперь ей надлежало занять левый берег реки Босна и Подвучияк. По мере приближения Югославской армии усташские военные формирования и хорватские беженцы, опасавшиеся прихода Югославской армии, отступали за левый берег Босны в Подвучияк. Чтобы обеспечить эвакуацию беженцев, часть усташей не продолжила движение к Загребу, а была распределена по линии обороны Подвучияка. После занятия партизанами правого берега Босны усташские формирования Подвучияка под командованием Петара Райковачича исполнили полученный в начале апреля приказ отступать на запад и выступили в поход через Кадар. Однако попытка отступления между 19 и 22 апреля 1945 года не удалась, так как югославские части заняли 19 апреля Дервенту, 20 апреля — Славонски-Брод, а 21 апреля — Босански-Брод и тем самым отрезали усташам переправу через Саву и путь отхода к Загребу. Оказавшись в окружении, усташи Райковачича успели в краткие сроки занять значительную часть ранее оставленных ими укреплений Подвучияка.

## Характеристика обороны Подвучияка и силы сторон
Оборона Подвучияка постепенно создавалась с середины 1943 года с целью защиты от партизан и четников. Система укреплений состояла из стрелковых окопов, траншей, туннелей, бункеров и укрытий с защитным покрытием из дерева и земли. По глубине
оборона была организована по групповой системе с опорными пунктами и узлами, составляющими передовую, выступающую линию Нови-Град — Дони-Брезик — Влашка-Мала — Оджак — Мрка-Ада. Каждое село было дополнительно укреплено, а в промежутках были устроены стрелковые окопы и пулемётные гнёзда. Наиболее укреплёнными были Влашка-Мала, Дубица и Пруд. Во Влашка-Мала большой двухэтажный железобетонный бункер был защищён тремя рядами колючей проволоки. В укреплённом здании школы размещался командный пункт обороны. В период с 1943 года все оборонительные рубежи постоянно укреплялись и дополнялись новыми. Таким образом в Подвучияке была сформирована эластичная оборона, обеспечивающая быстрый манёвр силами и высокую боеготовность.
По данным историков Стипо Пилича и Бланки Маткович, численность личного состава усташских формирований в первой фазе боёв в Подвучияке в югославских источниках указывается от 3500 человек до 4000 человек. Вместе с тем наиболее вероятным они считают число около 3000 человек. Часть усташей приняла решение отступить и пробиться из окружения войск Югославской армии.
Численность личного состава задействованных в операции против усташей Подвучияка частей ЮА точно не установлена. Согласно данным сайта Vojska.net, в конце войны большинство подразделений были истощены боями, а пополнение было немногочисленным или отсутствовало. В среднем численность бригады составляла от 1000 человек до 1500 человек. Исходя из этого, численность задействованных в первой фазе боевых действий 3—4 бригад оценочно составляла 4000—5000 человек при плохой артиллерийской поддержке и отсутствии танков. Сменившая 25-ю дивизию 27-я Восточно-Боснийская дивизия в среднем насчитывала около 3000 солдат в 3-х бригадах. Этих сил было недостаточно, чтобы уничтожить укрепившегося противника подобной силы. Во время 2-й фазы боёв — операции «Влашка-Мала» — основная роль отводилась 27-й и 53-й Средне-Боснийской дивизии, которая насчитавала около 4000 человек.

## Боевые действия

### 19—28 апреля 1945 года
Операция по ликвидации усташской группировки Подвучияка первоначально начиналась как овладение территорией и её зачистка от разбитых формирований противника и постепенно переросла в крупномасштабное продолжительное сражение. На первом этапе задачу взятия Подвучияка выполняла 25-я Сербская дивизия в составе 16-й, 18-й и 19-й Сербских бригад. 23 апреля к ним присоединилась 16-я Мусульманская бригада 27-й Восточно-Боснийской дивизии 3-го Боснийского корпуса.
Первым приступом 16-я Сербская бригада без боя заняла сёла Дуго-Поле, Подновле, Добра-Вода, Клакар, Винска, вышла у села Лиешче на реку Сава и продолжила движение вниз по течению, достигнув доминирующей высоты в этом районе — горы Кадар. 19-я Сербская бригада переправилась через реку Босна на север и так же заняла Добор, Якеш, Печник, Гнионицу и Липу, а зетем вышла к Срнаве, Поточанам и овладела Оджаком. В результате этих действий контролируемое усташами пространство было значительно сокращено. В этой обстановке оборонявшаяся сторона предприняла 23 апреля контратаку из Влашка-Мала и Новиграда и вернула Оджак, Гнионицу и Липу. В течение контрудара в тяжёлой ситуации оказалась 18-я Сербская бригада. Её 1-й батальон под натиском усташей без приказа оставил позиции. В результате усташам удалось отсечь 2-й батальон. Как следствие, в ходе прорыва из окружения кроме людских потерь были утрачены артиллерийская батарея в количестве 4-х орудий, 3 миномёта и другое имущество.
В последующие дни завязались ожесточённые бои, в которых 25-я Сербская дивизия пыталась отбить утраченное, но её усилия привели только к потерям в людях и оружии. Подключение к операции 23 апреля 16-й Мусульманской бригады не изменило обстановку на поле боя, но увеличило потери сторон. В связи с этим Генштаб ЮА принял решение перенаправить 25-ю Сербскую дивизию на выполнение новых задач. В Подвучияке была оставлена 16-я Мусульманская бригада, а командование операции 28 апреля поручили штабу 27-й Восточно-Боснийской дивизии. С этого дня в районе операции установилось затишье и до начала мая происходила перегруппировка сил ЮА. Части 25-й Сербской дивизии уходили на запад, а позиции в Подвучияке занимали 19-я Бирчанская бригада, а затем и 20-я Романийская бригада 27-й дивизии, расположившаяся на правом берегу Босны.
30 апреля Верховный главнокомандующий маршал И. Броз Тито приказал штабу 3-го Боснийского корпуса очистить область его оперативной ответственности от группировок четников Дражи Михайловича и усташей. Согласно пояснению авторов монографии о 53-й Средне-Боснийской дивизии, корпус не располагал силами, достаточными для проведения одновременных операций по ликвидации обоих противников. Было принято решение сначала уничтожить четников, а окружённую в секторе Влашка-Малы группировку усташей блокировать меньшими силами. С учётом этого 1 мая штаб 3-го корпуса отдал приказ блокировать усташей силами 16-й и 19-й бригад 27-й дивизии, а также 14-й бригады 53-й дивизии и, по-возможности, атаковать окружённого неприятеля.

### 3—25 мая 1945 года
3 мая тяжёлые бои возобновились с новой силой. Теперь натиск на усташскую оборону усилился с юга, со стороны населённых пунктов Модрича и Якеш, а также с правого берега реки Босны. Обе стороны несли потери. Вечером 4 мая войска ЮА усилили атаки, однако после овладения несколькими точками обороны, были контратакованы усташами и отступили на исходные позиции. 5 мая югославская сторона приступила к реорганизации и пополнению своих рядов, преимущественно бывшими четниками и домобранами. 8 мая к борьбе с усташами подключилась 14-я Средне-Боснийская бригада, а командование операцией перенял штаб 53-й Средне-Боснийской дивизии 3-го Боснийского корпуса. Позиции на правой стороне Босны занимали 20-я Романийская бригада, Посавско-Требавский отряд и один батальон Корпуса народной обороны Югославии (КНОЮ). Левый берег Савы блокировала бригада Хорватской дивизии КНОЮ, чтобы пресечь возможную попытку прорыва усташей на север. В этот период в районе операции наступило затишье, продолжавшееся до 22 мая.
15 мая штаб 3-го Боснийского корпуса отдал приказ об окончательном уничтожении «усташских сил» Подвучияка. К операции, получившей кодовое название «Влашка-Мала» и назначенной на 22 мая, по приказу Генерального штаба были привлечены силы 421-го штурмового авиаполка 42-й штурмовой авиационной дивизии, переброшенные для этого на аэродром в Лачараке. 19 мая 1945 года в район операции прибыла 18-я Средне-Боснийская бригада, а вместе с ней артиллерийское и танковое усиление. В период с 15 по 21 мая югославские войска проводили демонстративные атаки с целью разведки противника и подготовки к окончательному штурму.
22 мая первой нанесла удар 18-я бригада 53-й Средне-Боснийской дивизии. Она заняла Свилай, а затем Нови-Град, где пленила 64 усташа. 14-я бригада этой же дивизии атаковала в направлении Влашка-Мала.
После этого 23 мая велась зачистка занятой территории. В тот же день начали действовать авиация и, по оценке Пилича, артиллерийский дивизион 53-й дивизии. Удары с воздуха по живой силе, укреплённым точкам и коммуникациям противника наносились бомбами, реактивными и пушечными снарядами, а также огнём из пулемётов. Слабый ответный огонь с земли позволял самолётам подолгу оставаться над целями и применять наиболее подходящие манёвры для атак. Самые массированные действия авиации велись, по оценке Пилича и Маткович, скорее всего, 24 мая, когда она в течение дня наносила удары по объектам основных опорных пунктов хорватской обороны в Оджаке, Влашка-Мале, Дубице, Мрка-Аде, Балеговаце и Пруде. В первый же день был ранен командующий обороной Петар Райковачич. Несмотря на это он остался в строю, передвигаясь на костылях. Применение авиации, артиллерии и танков оказывало тяжёлое психологическое воздействие на участников обороны в её южном секторе, большинство из которых были выходцами из Гареваца. Оставшееся на другом берегу Босны население уговорило их сдаться, пообещав, что с ними ничего плохого не случится. Добровольно капитулировали около 500 человек, которых после сдачи оружия поместили в предварительно подготовленные конюшни в Гареваце. Впоследствии их всех ликвидировали.
Поздним вечером 24 мая части 19-й Бирчанской бригады 27-й дивизии при поддержке 20-й Романийской бригады атаковали и после двухчасового боя взяли Оджак, самый южный опорный пункт Подвучияка. Этим воспользовалась 16-я Мусульманская бригада, обойдя Влашка-Малу с юга и заняв выгодную позицию, что сузило пространство для манёвра усташей. В ту же ночь югославские бойцы, вероятно, из бригады
КНОЮ, переправились через Босну в районе Босански-Шамаца и атакой заняли одно из главных укреплений Подвучияка — Пруд. При этом 72 раненых усташа и 4 фельдшера, обнаруженные в больнице, были ликвидированы.
Согласно югославским источникам, бои в Подвучияке закончились 25 мая 1945 года. Однако, по заключению Пилича и Маткович, частям ЮА ещё надо было овладеть Балеговацем, Дубицей, Влашка-Малой и Мрка-Адой. Поэтому эти историки считают, что боевые действия в районе Оджака скорее всего завершились 27—28 мая 1945 года. На заключительном этапе операции «Влашка-Мала» некоторым из усташей удалось прорваться из окружения вместе с Петаром Райковачичем и его гражданской женой. Их судьба не установлена.

## Результаты
Окружённая в Подвучияке группировка усташей была практически уничтожена. Из-за недостатка документальных свидетельств нет точных данных о потерях сторон в ходе боёв, длившихся с перерывами с 19 апреля до 25 мая, а предположительно до 27—28 мая 1945 года. Согласно историку Гаю Трифковичу, общие потери трёх югославских дивизий оцениваются примерно в 430 убитых и пропавших без вести и 1123 раненых. Трифкович отмечает, что по крайней мере 562 защитника Оджака были захвачены в плен в конце битвы. По его оценке, можно доверять свидетельствам очевидцев, согласно которым пленных казнили в дни после их сдачи. Как отмечают историки Пилич и Маткович, части усташей удалось спастись прорывом из окружения и их дальнейшая судьба неизвестна, часть отступила в леса. Многие детали «финальной битвы Второй мировой войны на европейской земле остаются в тайне».

## Память
25 мая 2018 года в селе Посавска-Махала (Влашка-Мала) при участии члена Президиума Боснии и Герцеговины Драгана Човича открыт Мемориальный парк жертвам Второй мировой войны и послевоенного периода в районе Оджака и Подвучияка. На 14 мемориальных мраморных плитах выбиты фамилии 3404 хорватов, убитых и пропавших без вести в этом районе, как высечено на столбе, «на том месте, где 25 мая 1945 года закончилась Вторая мировая война в Европе».

### Комментарии
1. ↑  Согласно югославской историографии бои завершились 25 мая 1945 года, но по заключению историков Стипо Пилича и Бланки Маткович боевые действия в районе Оджака скорее всего закончились 27—28 мая 1945 года[5].
2. ↑  Согласно монографии Ахмета Джонгалича, группировка усташей Подвучияка состояла из местных формирований, подразделений 12-й и 15-й усташско-домобранских дивизий и остатков усташских отрядов, отступивших из района Добоя и Посавины[13].